# Aldeia do Bispo (Sabugal)
Aldeia do Bispo es una freguesia portuguesa del concelho de Sabugal, con 12,72 km² de superficie y 400 habitantes (2001). Su densidad de población es de 31,1 hab/km².